# Baeckea crassifolia
Baeckea crassifolia är en myrtenväxtart som beskrevs av John Lindley. Baeckea crassifolia ingår i släktet Baeckea och familjen myrtenväxter. Inga underarter finns listade i Catalogue of Life.